# Вельяминов, Николай Николаевич
Николай Николаевич Вельяминов (1822—1892) — российский генерал от инфантерии, участник русско-турецкой войны 1877—1878 гг.

## Биография
Родился в 1822 году, сын генерал-лейтенанта Николай Степановича Вельяминова, воспитывался в Пажеском корпусе и 5 августа 1841 года был произведён в прапорщики и определён в лейб-гвардии Преображенский полк, в 1854 году получил чин полковника; 15 августа 1856 года назначен флигель-адъютантом к Его Императорскому Величеству, в 1858 году получил в командование 2-й учебный батальон, в 1859 году — лейб-гвардии Царскосельский стрелковый батальон.
17 апреля 1860 года Вельяминов был произведён в генерал-майоры с назначением в свиту Его Императорского Величества и лейб-гвардии Павловский полк. С этим полком Вельяминов находился в 1863 году в составе войск Виленского военного округа, усмирявших восстание в Польше, и был в деле с мятежниками при с. Рудки. В ноябре того же 1863 года Вельяминов был назначен помощником инспектора стрелковых батальонов, а в июне 1865 года — командующим 31-й пехотной дивизии и командовал ею 14 лет, 16 апреля 1867 г. произведён в генерал-лейтенанты. На этой должности он получил ордена св. Станислава 1-й степени (1866 г.), св. Анны 1-й степени (1869 г., императорская корона к этому ордену была пожалована в 1871 г.) и св. Владимира 2-й степени (1873 г.).

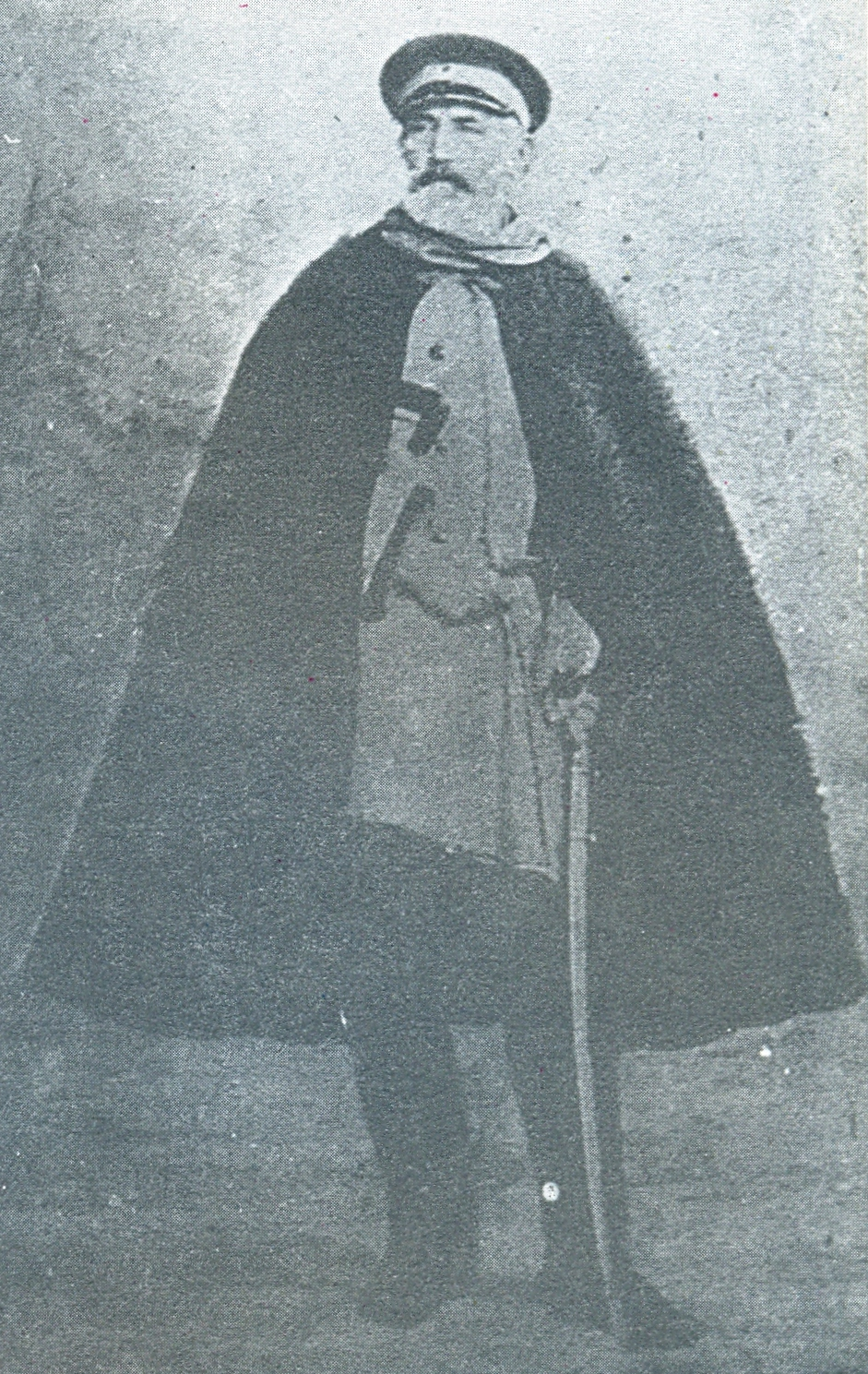

Со своей дивизией, находясь в составе 9-го армейского корпуса генерала барона Криденера Вельяминов принял участие в кампании против турок в 1877—1878 гг. При овладении Никополем Вельяминов 3 и 4 июня начальствовал правым флангом боевого порядка и лично руководил наступлением 121-го пехотного Пензенского полка, выдержанный и меткий огонь которого заставил противника очистить ложементы и открыть путь к восточному редуту крепости, овладение которым принудило турок капитулировать. В день «второй Плевны» (18 июля) на Вельяминова было возложено начальствование над войсками правого фланга (всего 6 пехотных полков, 10 батарей, 2 эскадрона и 1 сотня), долженствовавшими наступать к Плевне через д. Гривицу. Наступление велось двумя колоннами, одной из которых Вельяминов руководил лично. Оно разбилось о Гривицкий редут, окруженный ложементами и упорно оборонявшийся турками в течение целого дня. Несмотря на все мужество наших войск, вдохновляемых личным примером Вельяминова, редут этот остался в руках турок, и на Вельяминова выпала тяжёлая задача вывести из боя части, расстроенные многократно повторявшимися атаками. Только к 11 часам утра следующего дня Вельяминову удалось личными усилиями вытащить из рва редута остатки Архангелогородского полка.

После падения Плевны (28 ноября) часть дивизии Вельяминова вошла в отряд генерал-адъютанта Гурко и, составив правую его колонну (5 батальонов, 12 сотен и 6 орудий), была двинута 13 декабря из Вратешты через гору Умургач за Балканы. На долю колонны Вельяминова выпал наиболее трудный путь. Вельяминов преодолел его и 18 декабря был уже за Балканами, 19-го перевёл войска на позицию у Горного Бугарова, укрепился и 20-го выдержал яростный натиск 15 таборов турок, подходивших на 20 шагов к нашим укреплениям. «Сражение это, — доносил генерал Гурко, — произвело сильное впечатление на турок и поколебало их нравственные силы». Последствием его было падение Софии, очищенной турками без выстрела, несмотря на сильные её укрепления, чем в полной мере достигнута была задача, возложенная на отряд Вельяминова, — составить заслон со стороны Софии для охраны тыла войск, назначенных для атаки Ташкисенской позиции. За это дело Вельяминов 29 декабря 1877 г. был награждён орденом св. Георгия 4-й степени
В воздаяние за оказанную храбрость и распорядительность в деле с Турками при Горном-Бугарове, 19 Декабря 1877 года

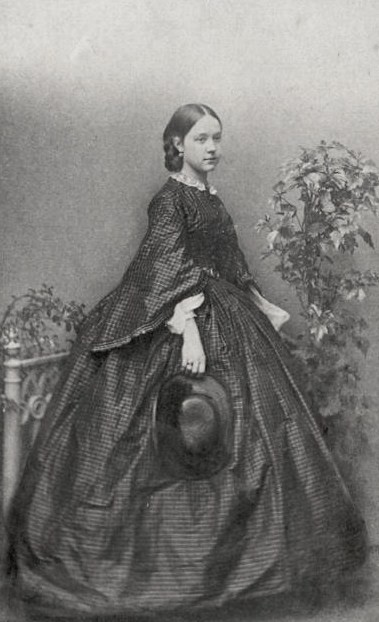
Наталья Сергеевна (1860)

Усиленный затем ещё одним полком своей дивизии, Вельяминов получил приказание овладеть г. Сомаковым, который и занял 30 декабря, после боёв у Чумурли и Новосёла. Энергично преследуя отступавшего неприятеля, Вельяминов занял 2 января 1878 г. Татар-Базарджик и тотчас двинулся к Филиппополю, на пути к которому имел ряд удачных дел: 3-го — у Адакиоя, 4-го — у Дермендере, где 8 его батальонов выдержали упорный бой с 20 турецкими таборами, не уступив ни пяди, и 5-го у Маркова, когда появление его дивизии довершило разгром армии Сулеймана-паши.
По занятии Филиппополя Вельяминов был назначен исполняющим дела военного губернатора этого города, а затем временно командовал 9-м корпусом. По заключении мира Вельяминов был уволен в 11-месячный отпуск, с отчислением от должности начальника дивизии и награждён орденом Белого Орла (1879 г.); в 1882 г. зачислен в запас гвардейской пехоты, 26 июля 1884 г. произведён в генералы от инфантерии вновь определён на действительную службу с назначением членом Александровского комитета о раненых. В 1888 г. Вельяминов был назначен директором Николаевской Измайловской богадельни (в Москве), где и умер 20 октября 1892 г.
От брака с Натальей Сергеевной Озеровой (22.08.1841—24.04.1864), дочерью генерал-лейтенанта С. П. Озерова, имел сына Александра. Скончалась от чахотки в Швейцарии.